# Chiba prefektur
Chiba prefektur (千葉県 Chiba-ken) ligger på den japanska ön Honshus östkust. Residensstaden heter Chiba. Prefekturen är en del av Stortokyo. Chiba prefektur skapades den 15 juni 1873.
Naritas internationella flygplats ligger i prefekturens norra del, cirka 60 kilometer från Tokyo.

## Administrativ indelning
Prefekturen var år 2016 indelad i 37 städer (shi) och 17 landskommuner (machi eller mura).
De 17 kommunerna grupperas i sex distrikt (gun). Distrikten har ingen egentlig administrativ funktion utan fungerar i huvudsak som postadressområden. 
En stad, Chiba, har status som signifikant stad (seirei shitei toshi). 
Städer:
- Abiko, Asahi, Chiba, Chōshi, Funabashi, Futtsu, Ichihara, Ichikawa, Inzai, Isumi, Kamagaya, Kamogawa, Kashiwa, Katori, Katsuura, Kimitsu, Kisarazu, Matsudo, Minamibōsō, Mobara, Nagareyama, Narashino, Narita, Noda, Ōamishirasato, Sakura, Sanmu, Shiroi, Sodegaura, Sōsa, Tateyama, Tomisato, Tōgane, Urayasu, Yachimata, Yachiyo och Yotsukaidō

Distrikt och landskommuner
| Distrikt | Landskommuner                                          |
| -------- | ------------------------------------------------------ |
| Awa      | Kyonan                                                 |
| Chōsei   | Chōnan, Chōsei, Ichinomiya, Mutsuzawa, Nagara, Shirako |
| Inba     | Sakae, Shisui                                          |
| Isumi    | Onjuku, Ōtaki                                          |
| Katori   | Kōzaki, Tako, Tōnoshō                                  |
| Sanbu    | Kujūkuri, Shibayama, Yokoshibahikari                   |

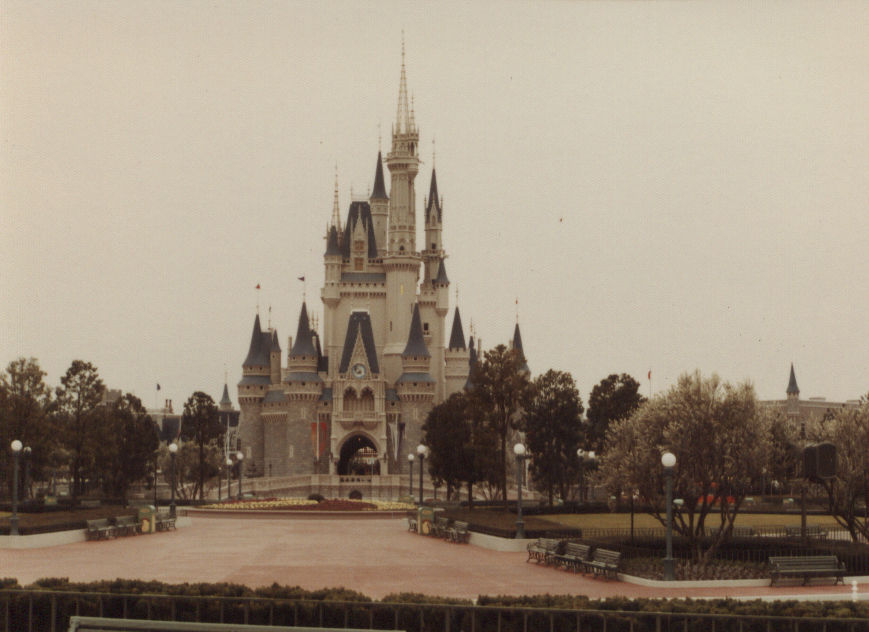
Tokyo Disneyland
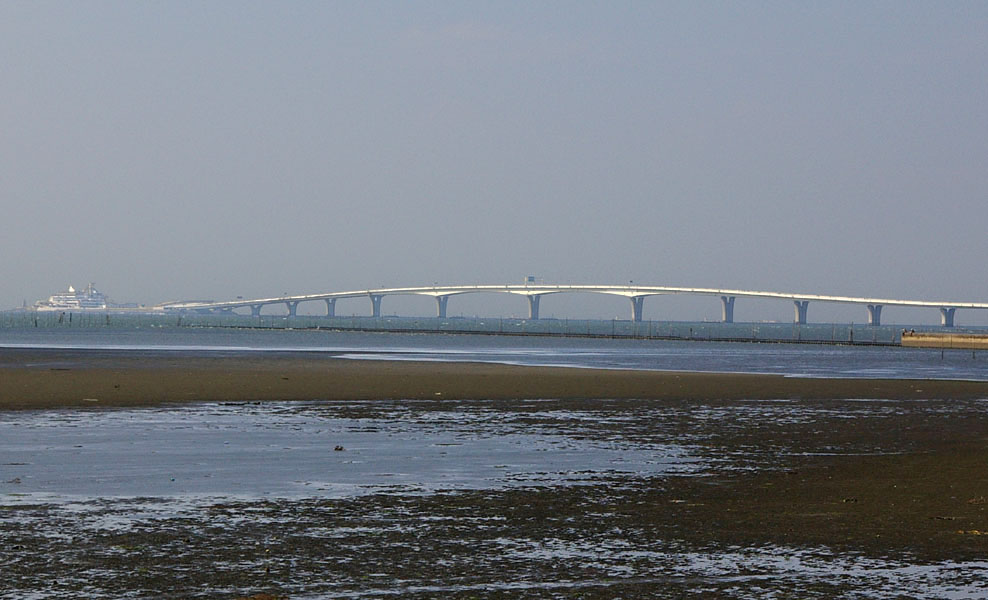
Tokyo Wan Aqua-line

## Turism
- Minamiboso Quasi-National Park är en kvasi-nationalpark som ligger i den södra delen av Boso-halvön i södra Chiba-prefekturen . Utpekad sedan 1 augusti 1958.
- Narita-san Templet, ett Shingon tempel byggt 940 med statyer föreställande Acalanātha.
- Sawara - Stad med ett bevarat historiskt kanalområde.